# Bouda (Argélia)
Bouda (em árabe: ﺑﻮدة) é uma cidade e comuna localizada no distrito de Adrar, na província de Adrar, que fica no centro-sul da Argélia. Em 2008, sua população era de 9 938 habitantes.